# Stop Me from Falling
"Stop Me from Falling" é uma canção da cantora australiana Kylie Minogue, gravada para seu décimo quarto álbum de estúdio, Golden (2018). Escrita por Minogue, Steve McEwan, Danny Shah e seu produtor Sky Adams, a faixa foi lançada em 9 de março de 2018 pela Darenote Limited, servindo como o segundo single do álbum.

## Lançamento
Minogue anunciou o lançamento de "Stop Me from Falling" um dia antes de seu lançamento. Ela também revelou a estréia da canção na BBC Radio 2. Fotografada com um filtro ultravioleta, a arte da capa mostra Minogue vestindo uma blusa de renda e fazendo pose.

## Desempenho nas tabelas musicais

### Posições
| Tabela musical (2018)                                 | Melhor posição |
| ----------------------------------------------------- | -------------- |
| Austrália (ARIA Digital Tracks Chart)                 | 32             |
| Croácia (HRT)                                         | 96             |
| Escócia (Official Charts Company)                     | 12             |
| Espanha (PROMUSICAE)                                  | 9              |
| Equador (National-Report) · (Remix com Gente de Zona) | 42             |
| França (SNEP)                                         | 111            |
| Hungria (Single Top 40)                               | 34             |
| Japão (Tokio Hot 100)                                 | 35             |
| Polónia (Polish Airplay Top 100)                      | 23             |
| Reino Unido (UK Singles Chart)                        | 52             |
| Reino Unido (UK Indie Singles Chart)                  | 9              |

## Histórico de lançamento
| Região      | Data                | Formato                     | Versão                    | Gravadora |
| ----------- | ------------------- | --------------------------- | ------------------------- | --------- |
| Mundo       | 9 de março de 2018  | Download digital, streaming | Original                  | Darenote  |
| Reino Unido | 9 de março de 2018  | Rádios mainstream           | Original                  | BMG       |
| Itália      | 4 de abril de 2018  | Rádios mainstream           | Original                  | BMG       |
| Mundo       | 20 de abril de 2018 | Download digital, streaming | Remix (com Gente de Zona) | Darenote  |
| Itália      | 20 de abril de 2018 | Rádios mainstream           | Remix (com Gente de Zona) | BMG       |